# Bahnhof Usingen
Der Bahnhof Usingen ist der Bahnhof der Stadt Usingen sowie der Betriebsmittelpunkt der Bahnstrecke Friedrichsdorf–Albshausen. Das Empfangsgebäude steht unter Denkmalschutz.

## Geschichte
Am 15. Oktober 1895 wurde die Usinger Bahn, das erste Teilstück der später nach Albshausen erweiterten Strecke, als Verlängerung der bereits seit 1860 betriebenen Homburger Bahn eröffnet. Damit erhielt Usingen Anschluss an die Eisenbahn. Bis zum 1. Juni 1909 war Usingen Endpunkt der Züge aus Richtung Bad Homburg. Dann wurde die Verlängerung der Strecke bis Grävenwiesbach in Betrieb genommen und die Station zum Durchgangsbahnhof.
Nach einer Planung von 2005 wurde im Herbst 2006 der Mittelbahnsteig im Bahnhof Usingen soweit verlängert, dass Zugeinheiten von vier VT 2E-Triebwagen oder drei LINT 41 möglichen wurden. Im November 2007 wurden auf dem Bahnsteig zusätzlich zwei Zugzielanzeiger installiert.
Der Güterverkehr von und nach Usingen wurde zum 5. November 2000 eingestellt.

## Anlagen

### Empfangsgebäude

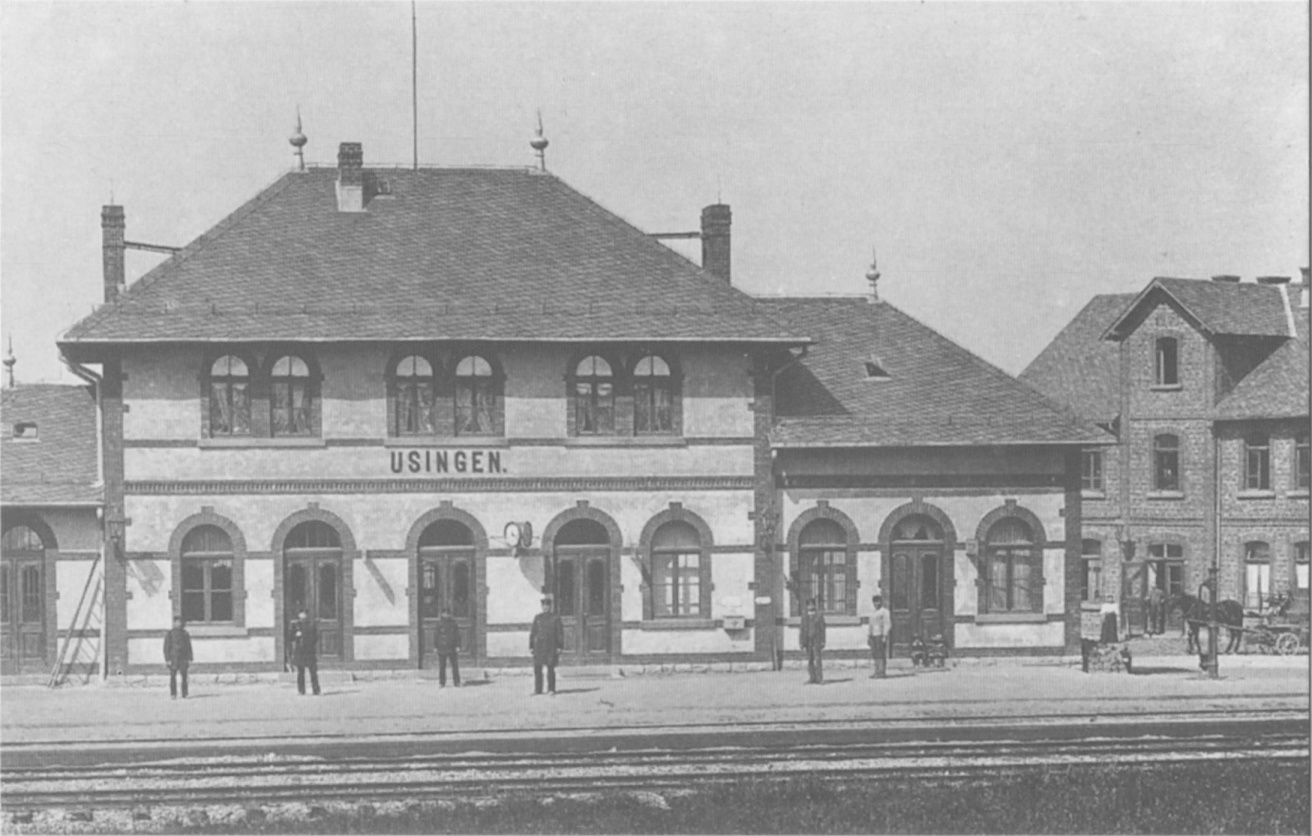
Empfangsgebäude um 1900

Das Empfangsgebäude des Usinger Bahnhofs ist heute ein Kulturdenkmal aufgrund des Hessischen Denkmalschutzgesetzes. Der sanierte Bahnhof beherbergte eine Bäckerei-Filiale sowie einen Verkaufskiosk mit RMV-Vorverkaufsstelle, die zwischenzeitlich geschlossen wurden. Es befindet sich nun ein Schnellimbiss im Bahnhofsgebäude. Die Adresse des Bahnhofs lautet Bahnhofstraße 32.
Das Empfangsgebäude besteht aus einem zweigeschossigen Hauptbau an das ein etwas zurückgesetzter eingeschossiger Nebenbau angesetzt ist. Markant sind die axial angeordneten Rundbogenöffnungen und Walmdächer. Vertikal wird das Gebäude durch Ecklisenen betont. Horizontal wird die Fassade durch die Sockelzone, auf Brüstungs- und Kämpferebene liegende Gurte und ein Deutsches Band gegliedert. Es handelt sich um einen Typenbau, entsprechend dem Bahnhof Friedrichsdorf.
An der Nordseite befand sich ursprünglich ein weiterer Anbau und eine Güterhalle. Diese Halle wurde bei einem Feuer zerstört.

### Weitere Anlagen
In Usingen befindet sich das Zentralstellwerk der Strecke. Auf den insgesamt vier bahnsteiglosen Gleisen werden Züge abgestellt, verstärkt, gekürzt und auch betankt.
Von 1923 bis 1927 schloss im Bahnhof mit einer Ladestelle die schmalspurige (900 mm) Werksbahn des Geyseritwerks (heute: Bremthaler Quarzitwerk) an. 

## Verkehr

### Bahn
Der Bahnhof Usingen ist der Betriebsmittelpunkt der Strecke und liegt im Tarifgebiet des Rhein-Main-Verkehrsverbundes (RMV). Der Verkehr wird durch die Regionalverkehre Start Deutschland betrieben.
Der Usinger Bahnhof besitzt zwei Bahnsteiggleise an einem Mittelbahnsteig. Auf beiden Gleisen fahren die Züge der Linie RB 15 nach Brandoberndorf über Grävenwiesbach beziehungsweise nach Bad Homburg über Neu-Anspach, Wehrheim und Friedrichsdorf. In der Regel nutzen die Züge nach Brandoberndorf Gleis 1, die Gegenzüge nach Bad Homburg Gleis 2. Meistens finden auch hier die Zugkreuzungen statt. Einzelne Züge beginnen beziehungsweise enden in Usingen.
Die Linie RB 15 verkehrt werktags halbstündlich von Grävenwiesbach nach Bad Homburg; zusätzlich werden montags bis freitags morgens und nachmittags in den Hauptverkehrszeiten zusätzliche Züge eingesetzt, die von/nach Frankfurt (Main) Hauptbahnhof verkehren und aus betrieblichen Gründen überwiegend als RMV-Bahnlinie 12 von/nach Königstein fahren. Am Samstag besteht – abgesehen von einer Pause am Vormittag – ebenfalls ein Halbstundentakt zwischen Grävenwiesbach und Bad Homburg bis etwa 16 Uhr; anschließend und sonntags verkehrt die Linie RB 15 auf der gesamten Strecke stündlich. Der Fahrplan ist so konzipiert, dass bei den Zügen, welche in Bad Homburg enden, immer ein Anschluss an die S-Bahn-Linie S5 von/nach Frankfurt besteht.
| Linie | Verlauf | Takt                                                |
| ----- | --- | --------------------------------------------------- |
| RB 15 | (Frankfurt (Main) Hbf – Frankfurt-Rödelheim – Oberursel (Taunus) –) (nur HVZ) Bad Homburg – Seulberg – Friedrichsdorf (Taunus) – Köppern – Saalburg (Taunus) – Wehrheim – Neu-Anspach – Hausen (Taunus) – Usingen – Wilhelmsdorf (Taunus) – Hundstadt – Grävenwiesbach – Hasselborn – Brandoberndorf Stand: Fahrplanwechsel Dezember 2022 | 60 min 30 min (Bad Homburg–Grävenwiesbach werktags) |

### Bus
Auf der gegenüberliegenden Seite des Empfangsgebäudes befinden sich drei Bushaltestellen. Dort fahren Regionalbuslinien ab und verbinden den Bahnhof Usingen mit den Städten und Dörfern des Hochtaunuskreis sowie der Stadt Bad Nauheim im Wetteraukreis. Eine Spätfahrt von Grävenwiesbach über Usingen nach Friedrichsdorf, wo Anschluss an die S5 nach Frankfurt besteht, ergänzt den abendlichen Schienenverkehr.

## Zukunft
Die aktuellen Überlegungen und Untersuchungen zum Ausbau der Strecke sahen eine Elektrifizierung bis Usingen für Ende 2023 und damit die Verlängerung der S-Bahn-Linie S5 von Friedrichsdorf bis Usingen vor. Der Termin konnte nicht gehalten werden, die Planfeststellung wurde im August 2024 abgeschlossen.